# Friedrich Christian Paldamus (Prediger)
Friedrich Christian Paldamus (* 7. August 1763 in Opperode; † 17. März 1806) war ein deutscher reformierter Theologe und Geistlicher.

## Leben
Friedrich Christian Paldamus war der Sohn eines gleichnamigen Pfarrers in Rieder (1732–1804), der später Rat des Konsistoriums und Superintendent wurde und in Bernburg starb. Der Vater unterrichtete Paldamus in den Wissenschaften und den alten Sprachen, danach besuchte er von 1776 bis 1782 die Domschule Halberstadt. Anschließend bezog er die Universität Halle.
Seit 1785 lebte Paldamus in Wien. Er war dort einige Jahre lang Hauslehrer der drei Söhne eines Reichsgrafen von der Lippe. Seit dieser Zeit predigte er schon in Dresden bei der reformierten Gemeinde.
1792 wurde Paldamus bei der Dresdner reformierten Gemeinde Gehilfe des Pfarrers Mesmer. In dieser Zeit befreundete er sich mit ihm und ehelichte auch dessen Tochter.
Später nahm Mesmers Gesundheit ab, sodass er die Pfarrstelle Paldamus übertrug. Dieser hielt dieses Amt bis zu seinem Tode 1806 im Alter von 42 Jahren inne.
Paldamus’ gleichnamiger Sohn lebte vom 29. April 1796 bis zum 1. Juni 1835 und wurde später zweiter Pfarrer in Dresden.

## Wirken
Die Dresdner Pfarrstelle verwaltete Paldamus mit Eifer und Treue. Er besaß gute Kenntnisse in der Theologie, aber auch darüber hinaus. Einige in Journalen veröffentlichte Gedichte von ihm zeugen auch von seinem guten Geschmack. Diese Gedichte, die er in früheren Jahren schrieb, wurden positiv aufgenommen. Ihm selbst waren sie aber nicht sehr wichtig, weshalb er sie auch nicht mit seinem Namen unterschrieb.
Neben Journalbeiträgen hat Paldamus drei eigenständige Werke geschrieben. Zwei davon sind Predigtsammlungen. Samuel Baur (1768–1832) lobte diese Sammlung wegen eines „natürlichen Ideengang[s], lichtvolle[r] Darstellung und edle[r] Sprache“. Sein drittes Werk, erschienen 1800, enthielt Gebete für den Gottesdienst für Prediger in Anhalt-Bernburg.

## Werke
- Zehn Predigten, meistens moralischen Inhalts (Dresden 1793)
- Gebete und Formulare zum Gebrauche bei der öffentlichen Gottesverehrung, für die Prediger des Fürstenthums Anhalt-Bernburg (Bernburg 1800)
- Predigten für Freunde christlicher Weisheit und Tugend aus gebildeten Ständen (Dresden 1805; auch Zweites Zehend Predigten)